# César Moreira
César Moreira (22 de julio de 1987, Junín, Ecuador) es un futbolista ecuatoriano. Juega de delantero y su club actual es Sociedad Deportivo Quito de la Serie B de Ecuador. Actualmente se encuentra cedido a préstamo en River Plate Universitario de Uruguay.

## Clubes
| Club                  | País    | Año           | PJ | Goles |
| --------------------- | ------- | ------------- | -- | ----- |
| Calceta SC            | Ecuador | 2004 - 2005   | 13 | 9     |
| Manta FC              | Ecuador | 2006 - 2007   | 31 | 6     |
| Palmeiras             | Ecuador | 2008          | 15 | 13    |
| Águilas               | Ecuador | 2009          | 18 | 7     |
| Grecia                | Ecuador | 2010          | 37 | 17    |
| Olmedo                | Ecuador | 2011          | 8  | 0     |
| River Ecuador         | Ecuador | 2012 - 2013   | 61 | 18    |
| Técnico Universitario | Ecuador | 2014          | 33 | 7     |
| Delfín Sporting Club  | Ecuador | 2015          | 34 | 7     |
| Deportivo Quito       | Ecuador | 2016-presente |    |       |

## Palmarés

### Campeonatos nacionales
| Título  | Club      | País    | Año  |
| ------- | --------- | ------- | ---- |
| Serie B | Delfín SC | Ecuador | 2015 |